# Zeus
För andra betydelser, se Zeus (olika betydelser).

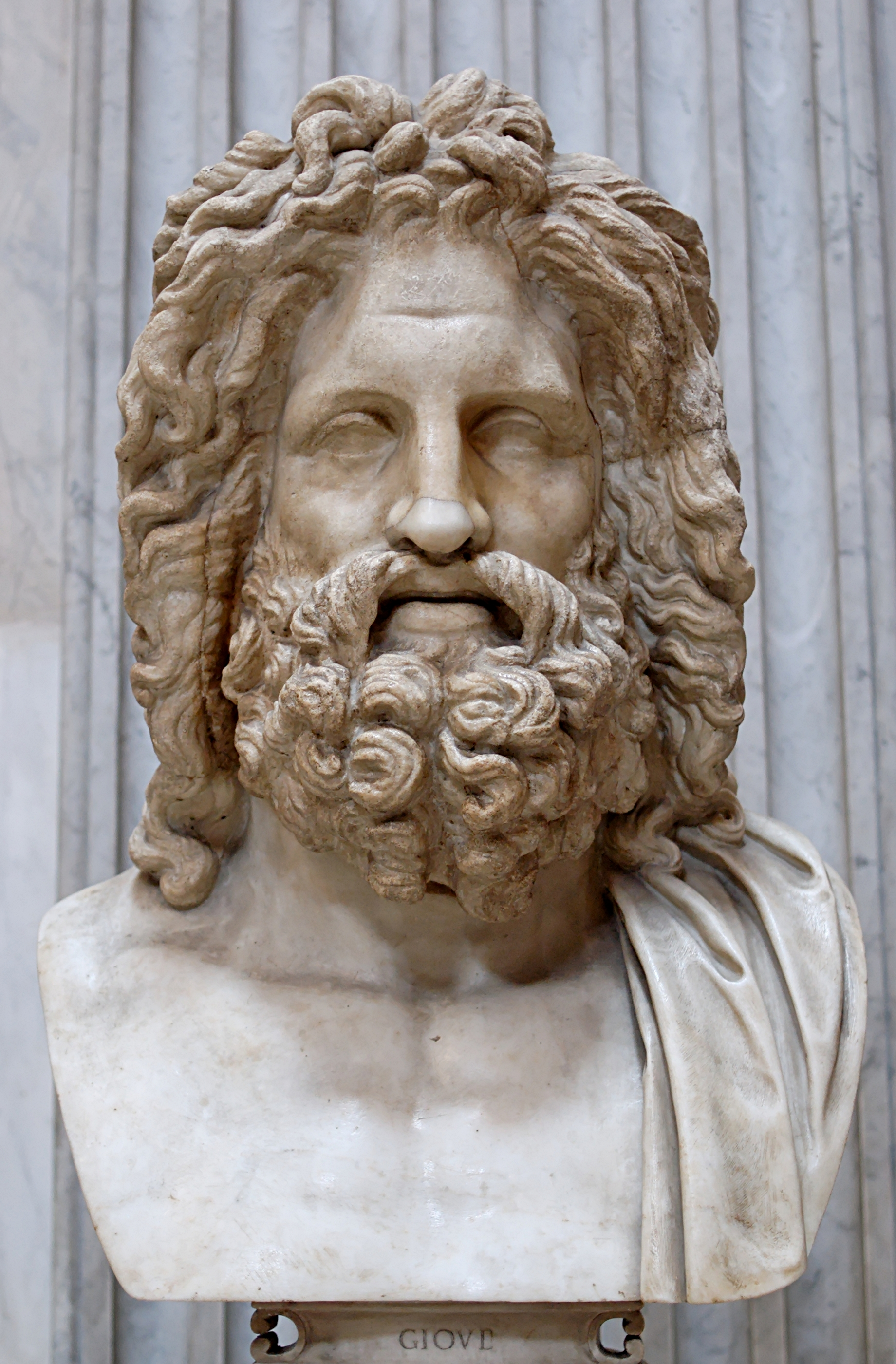
Zeus, romersk kopia av grekiskt original från 300-talet f.Kr.

Zeus (svenskt uttal: /sävs/, klassisk grekiska: Zεύς), även Dias (klassisk grekiska: Δίας), var gudarnas konung och himlens härskare i grekisk mytologi. I romersk mytologi motsvaras han av Jupiter.
Zeus attribut är en åskvigg, som han kunde kasta mot sina motståndare och en örn, som symboliserar styrka, mod och rättvisa. Han avbildas dessutom ofta med en lotusblomma, en spira eller en krans av eklöv. Hans heliga djur var den gyllene örnen och vargen. Hans heliga växter var eken och sellerin. Fåglarna ansågs vara hans budbärare. Zeus präster ansåg sig därför kunna förutse framtiden genom att iaktta flygande fåglar.
Zeus var bland annat känd för sitt häftiga humör och libido, både till jordiska och gudomliga individer.

## Zeus ursprung
Zeus föddes som yngste son till Kronos och Rhea, som båda två var barn till Uranos och Gaia. Eftersom ett orakel förutspått att en av Kronos söner skulle störta honom från makten, åt han upp sina fem första barn levande. Men det sjätte barnet, Zeus, gömde Rhea i en grotta på Kreta. När Zeus vuxit upp tog han en strid med sin far. Striden mellan Zeus, Kronos och de äldre gudarna antas symbolisera kampen mellan de förgrekiska folken och de invaderande grekerna. Liksom grekerna avgick Zeus med segern. Zeus gjorde en dryck som skulle göra att Kronos skulle spy upp Zeus syskon, som fortfarande var vid liv. Därefter delade Zeus makten med sina bröder. Zeus blev himlens härskare, medan haven och floderna tilldelades Poseidon och underjorden Hades. Efter striden styckade Zeus upp sin fars kropp i en miljon bitar som han sedan slängde i Tartaros avgrund.
Det var Zeus som gav människorna deras öde.
I antikens Grekland förknippades Zeus framför allt med vädret, särskilt åskan och regnet, men beskrivs till exempel av Aiskylos som en allsmäktig himmelsgud. Han är åkerbrukets beskyddare. I konsten framställs han som en kraftigt byggd och skäggig man med åskviggen och en sköld som sina särskilda symboler.

## Zeus som make och fader
Zeus hustru var Hera, gudarnas drottning också hans syster. Vid sidan om äktenskapet hade Zeus olika kärleksförbindelser med såväl dödliga kvinnor (exempelvis prinsessor) som odödliga (nymfer och gudinnor), som nästan undantagslöst resulterade i ett eller flera barn. Även kärleksförbindelser med män förekom. För att lura Hera förvandlade sig Zeus under sina snedsprång till bl a regn, en svan eller en tjur. Hera, som är äktenskapets gudinna, fick ändå reda på Zeus kärleksaffärer och hämnades gruvligen på många av hans älskarinnor. Den illegitima avkomman blev halvgudar.
Zeus använde många olika taktiker för att locka till sig älskare och älskarinnor. En del förälskade sig i guden, en del lurade han i olika skepnader och en del ovilliga och motsträviga unga flickor kidnappade han och tog med våld.

## Zeus barn
Modern står kursivt i alfabetisk ordning.
| - Ares - Eileithyia - Eris - Hebe - Hefaistos - Aigine: Aiakos - Aix: Agipan - Alkmene: Herakles - Antiope: Tvillingarna Amphion och Zethos - Asterope: Akagras - Danaë: Perseus - Demeter: Persephone (eller Kore) - Elektra: Dardanos - Europa: Minos och Rhadamanthys - Eurynome: De tre gracerna och Afrodites tjänarinnor: - Aglaia (”härlighet”) - Thalia (”gott mod”) - Euphrosyne (”munterhet”) - Io: Epafos. - Kallisto: Arkas - Leda: - Klytaimestra - dioskuréer tvillingarna Kastor och Polydeukes (från grekiskans Dios Kouroi = ”söner av Zeus”) - Helena ("den sköna"). - Leto: tvillingarna Apollon och Artemis. - Maia: Hermes. - Metis: Athena. - Mnemosyne: de nio muserna (sångens, musikens och skaldekonstens gudinnor): - Klio/Kleio (”historia”) - Euterpe (”musik”) - Thaleia (”komedi”) - Melpomene (”tragedi”) - Terpsichore (”dans”) - Erato (”kärleksdikt”) - Polyhymnia (”hymndiktning”) - Urania (”astronomi”) - Kalliope (”episk skaldekonst”) - Neiara: Aigle - Nemesis: Helene - Othreis: Meliteus - Persephone: Zagreus, (se Dionysos) - Semele: Dionysos. - Themis: horerna (årstider): - Eunomia (”ordning”) - Dike (”rättvisa”) - Eirene (”fred”) - moirerna (ödesgudinnorna): - Klotho - Lachesis - Atropos | - Kairos - Kalokagathia. - Athena Zeus, likt många av de större gudarna inom grekisk mytologi, hade många påstådda barn där det tvistades om vem som var den egentliga fadern till dem. - Anake: Nemesis/Adrastheia - Thethys: Tykhe - Eurynom: - Ate - Aletheia - Asopos - Thaleia eller Aitna: tvilling-palikoierna - Elektra eller Hemera: Iason - Limos - Nomos - Paregoron - Pistis - Praxidike - Soter - Soteria - Dikaiosyne |

## Myter kring Zeus barn och faderskap
Metis och dottern Athena
Snart efter att Zeus besegrat sin far och blivit himlens härskare, gifte han sig med sin första hustru Metis, titanerna Okeanos och Tethys dotter. Hennes namn betydde "klokhet", och hon var den klokaste varelsen i hela universum. Knappt hade de två hunnit gifta sig förrän Metis var havande med Zeus barn.
Men så fick Zeus höra av den visa gudinnan Gaia (Jorden) som hade profetiska förmågor, att Zeus skulle få tvillingar, en son och en dotter. Dottern skulle vara sin mors jämlike i klokhet. Sonen skulle växa upp och störta sin far och bli gudarnas konung såsom Zeus själv hade störtat sin far Kronos från tronen. Skräckslagen över att denna profetia skulle gå i uppfyllelse, slukade han sin hustru Metis så att barnen aldrig skulle bli födda.
Sonen föddes aldrig, men Zeus fick en fruktansvärd huvudvärk, Hefaistos tillkallades och klöv Zeus huvud för att se vad som orsakade hans huvudvärk. Ur Zeus huvud föddes så gudinnan Athena iklädd full rustning. Hon blev krigets gudinna och hennes fågel var ugglan.
Aigine och sonen Aiakos
Najaden Aigine (även kallad Aigina) var dotter till flodguden Asopos och najaden Metope. Aigine bodde i sin faders vatten i floden Asopos, men en dag intog guden Zeus skepnaden av en örn och förde bort Aigine från floden. Han tog henne till en ö, som uppkallades efter henne, och där våldförde han sig på henne. Senare födde hon sonen Aiakos.
Antiope och tvillingarna Amphion och Zethos
Kung Nykteus dotter Antiope blev förförd av guden Zeus och blev snart gravid. När Nykteus fick reda på hennes graviditet blev han rasande och körde iväg henne ur staden.
Förtvivlad flydde Antiope till staden Sykion, där hon sökte skydd hos kung Epopeus. De två gifte sig, och snart därefter födde Antiope Zeus tvillingsöner. När Nykteus fick veta vart hans dotter tagit vägen kallade han till sig sin bror Lykos och gav honom i uppgift att straffa dottern och hennes make. Sedan tog han sitt eget liv.
Lykos tog sig in i Sikyon, besegrade staden och dödade Epopeus. Han tog tvillingarna och lämnade dem i ödemarken. Sedan tillfångatog han Antiope, kastade henne i fängelse och torterade henne tillsammans med sin hustru Dirke. Tvillingarna hittades av en herde, som tog med dem hem till sig och döpte dem till Amphion och Zethos.

Efter många år när pojkarna hunnit växa upp, lyckades Antiope fly, och hon sökte upp dem och bad om deras beskydd. Sönerna kände genast igen sin mor. När de hört hennes berättelse begav de sig till Thebe och dödade kung Lykos. Dirke däremot, band de fast vid hornen på en tjur så att hon stångades till döds. De tog sedan hennes döda kropp och slängde den i en källa på berget Kitharion som efter det uppkallades efter henne. Guden Dionysos förvandlade dock Dirke till en nymf och hennes vatten var heligt för honom.

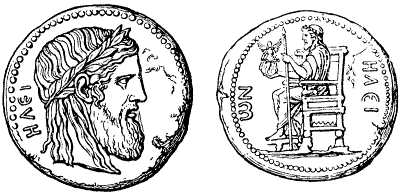
Forngrekiska mynt från Elis med bilder efter Fidias staty av Zeus i Olympias Zeustempel

## Zeus och människorna
Zeus relation till människorna var inte mindre kluven och komplicerad: I somliga versioner av mytologin sägs han att av myrorna på ön Aigina ha skapat människorna som sällskap till sin son Aiakos. Enligt andra myter ska människorna, liksom gudarna, ha skapats direkt ur pungen. En tredje variant säger att Prometeus och Epimeteus skapade dem samtidigt som djuren. Den mindre begåvade av de två, Epimeteus, lyckades ge alla goda attribut till djuren, varpå Prometeus var tvungen att ta elden från gudarna och ge den till människorna. Under alla omständigheter gillade Zeus varken Prometeus eller människorna i någon större utsträckning, och han skapade till slut kvinnan för att plåga människan. Se Pandora.